# Konradowo (powiat wschowski)

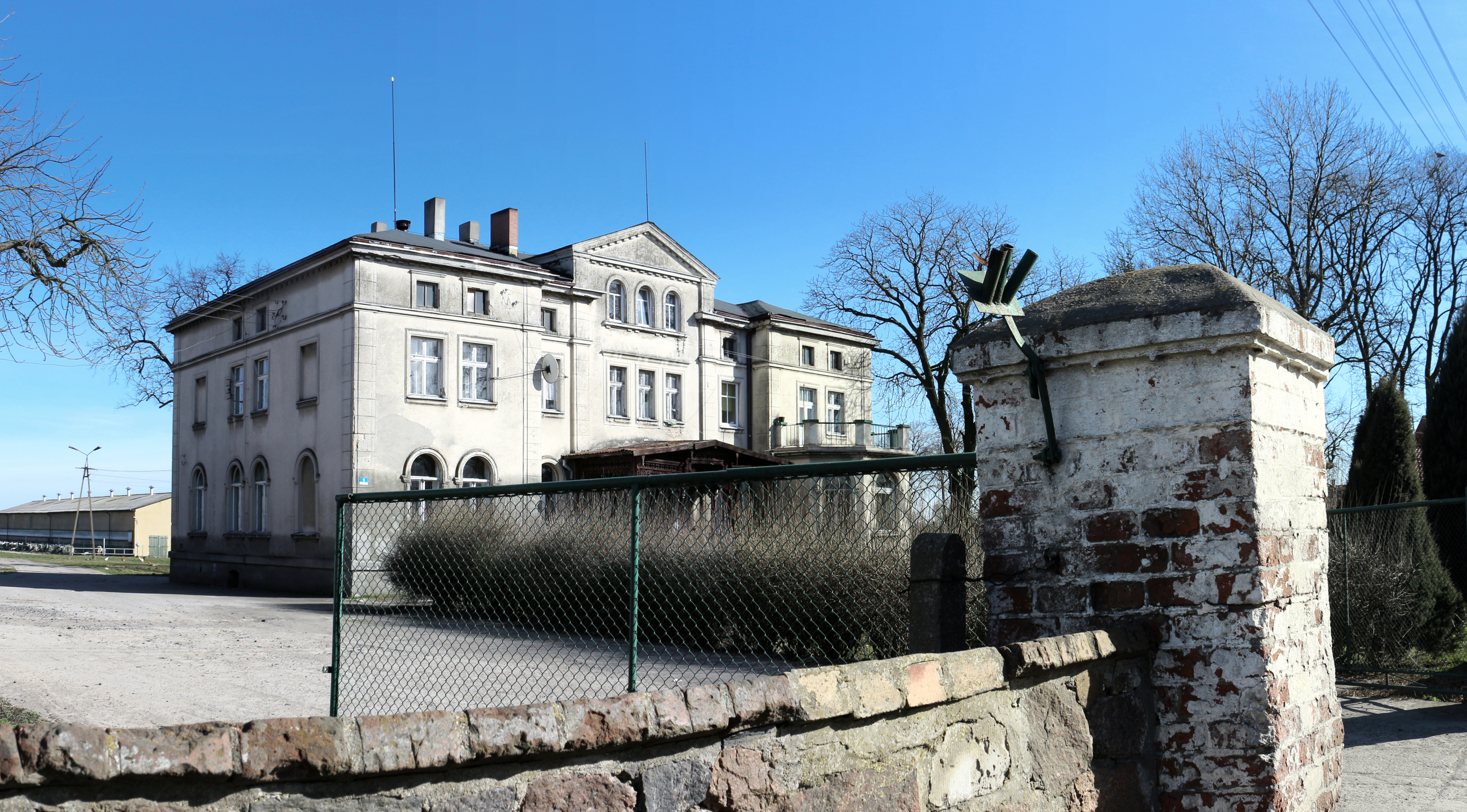
Pałac

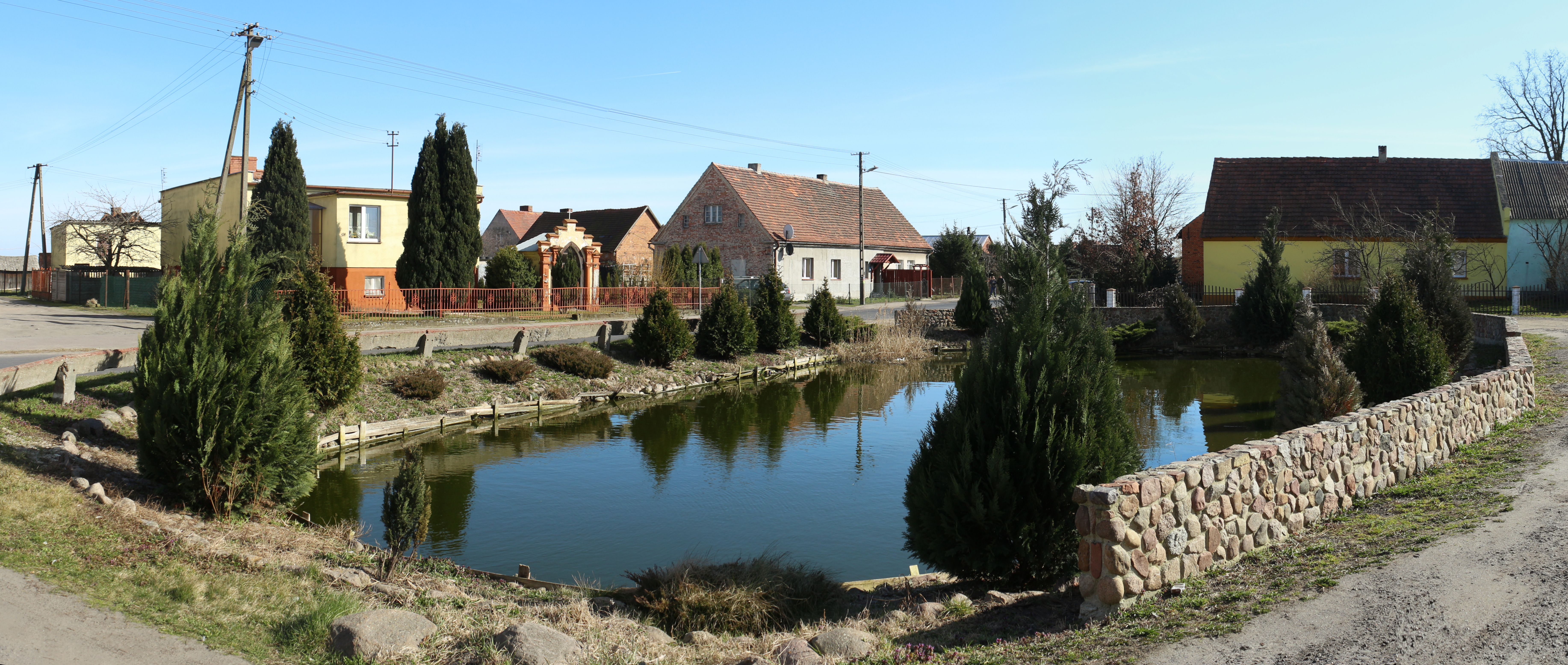
Miejscowość

Konradowo – wieś w Polsce położona w województwie lubuskim, w powiecie wschowskim, w gminie Wschowa.

## Historia
Miejscowość pierwotnie związana była z Dolnym Śląskiem oraz Wielkopolską. Ma metrykę średniowieczną i istnieje co najmniej od XIV wieku. Wymieniona została po raz pierwszy w 1307 w łacińskim dokumencie pod nazwą Conradisdorf, w latach 1305–15 notowana jako Clus sive Conradi villa, 1399 Cunradi villa, 1446 Cursdorff, 1457 Kurzdorff, 1470 Cunersdorff, 1486 Cunerstorff, 1494 Kvnosdorwff, 1497 Kvnsdorffw, Kokundorff, Kokunsdorffw, 1510 Cunerszdorff, 1531 Onersdorff, 1533 Klus, 1535 Kunsztorff, 1563 Konsdorff, 1566 Kunsdorf, 1579 Kunrzdorff, 1944 Kursdorf.
Miejscowość była jednak zasiedlona wcześniej niż odnotowują to historyczne, archiwalne dokumenty. Na wschód od wsi archeolodzy odkryli osadę na wydmie datowaną na X–XIII wiek.
Wieś początkowo odnotowana jako własność książęca co potwierdza łaciński dokument z 1307, w którym książę wielkopolski i głogowski Henryk Wierny nadał w ramach uposażenia m.in. Konradowo założonemu przez siebie klasztorowi klarysek w Głogowie.
Miejscowość leżała w ziemi wschowskiej. W 1399 była siedzibą własnej parafii w diecezji wrocławskiej, archidiakonatu głogowskiego. W latach 1305–1315 wieś Konradowo liczyła 36 łanów i płaciła dziesięcinę z 36 łanów biskupowi wrocławskiemu w wysokości 6 grzywien. W 1531 należała do powiatu wschowskiego Korony Królestwa Polskiego.
Wieś wielokrotnie wymieniana jest w historycznych dokumentach. W 1430 Piotr Rui gracjalista ze Wschowy zapisał nowo ufundowanej altarii w kościele parafialnym we Wschowie jej uposażenie, w tym trzy grzywny czynszu na wsi Konradowo. W 1446 odnotowano zbrojny incydent związany ze wsią. Burgrabia kościański Dziersław Leszczyński toczył proces z Janem Kotwiczem z Olbrachciec w starostwie wschowskim o zbrojną napaść w Konradowie. Jan miał wysłać 10 swoich ludzi do dzierżawy Dziersława we wsi i wypędzić go stamtąd, przez co Dziersław nie mógł „dokonać prawa” (łac. iura sua ad effectum non potuit deducere alias nye doconal prawa). Dzierżsław pozwał Jana o to, że poniósł straty wysokości 100 grzywien. W 1457 odnotowany został ziemianin Jan Chromno lub Kromnow z Konradowa herbu Kotwicz, który skazany został na śmierć za zdradę przez sąd króla Kazimierza IV Jagiellończyka, gdyż przekupiony przez starostę gniewskiego Fryca spowodował odstąpienie wojsk królewskich od oblężenia pomorskiego Gniewu w czasie wojny trzynastoletniej z zakonem krzyżackim. W 1533 król Polski Zygmunt Stary potwierdził przywileje wystawione przez wcześniejszych królów dla opactwa cystersów w Przemęcie, w tym m.in. w sprawie jednego łana posiadanego przez klasztor w Konradowie.
Miejscowość odnotowały także historyczne regesty podatkowe dzięki, którym można odtworzyć stosunki własnościowe i społeczne. W 1531 odbył się we wsi pobór podatków od 32 łanów, z których pobrano po 6 groszy, od 3 prętów po jednym groszu, a także od wiatraka oraz karczmy po 6 groszy. W 1535 miał miejsce pobór od 33,5 łana, a w tym od jednego młyna korzecznego oraz od karczmy. W 1563 pobór od 33,5 łana, trzech prętów, 4 wiatraków dziedzicznych, 16 komorników, karczmy dziedzicznej oraz od 7 rzemieślników. W 1566 pobór od 33 łanów, 7,5 prętów, 5 zagrodników, 12 komorników, dwóch tkaczy, 5 wiatraków dziedzicznych oraz karczmy dziedzicznej. W 1570 pobór od 33 łanów, 7,5 prętów, 6 wiatraków, 8 zagrodników, 13 komorników, trzech rzemieślników, karczmy dziedzicznej. W 1579 pobór od 33 łanów, 7,5 prętów, 10 zagrodników bez roli, 9 rzemieślników, 3 komorników z trzodą, 8 komorników bez trzody, trzech ubogich wdów, owczarza wypasającego 40 owiec.
Pod koniec XVI wieku miejscowość była wsią duchowną o nazwie Kunersdorf, należała do Klasztoru Klarysek w Głogowie i leżała w ziemi wschowskiej województwa poznańskiego w Rzeczypospolitej Obojga Narodów.
Po rozbiorach Polski miejscowość wraz z całą Wielkopolską znalazła się w zaborze pruskim.
W latach 1975–1998 miejscowość należała administracyjnie do województwa leszczyńskiego.
25 czerwca 2009 roku sołectwo zamieszkiwało 808 mieszkańców.

## Nazwa
W księdze łacińskiej Liber fundationis episcopatus Vratislaviensis (pol. Księga uposażeń biskupstwa wrocławskiego) spisanej za czasów biskupa Henryka z Wierzbna w latach 1295–1305 miejscowość wymieniona jest w zlatynizownej formie Conradi villa czyli wieś Konrada.

## Zabytki
Do wojewódzkiego rejestru zabytków wpisane są:
- kościół parafialny pod wezwaniem św. Jakuba Apostoła, z XVI–XIX wieku
  - ogrodzenie z bramą
- plebania, z początku XX wieku
- pałac z końca XIX wieku